# Розщеплення поля лігандів
Розщеплення поля лігандів (рос. расщепление поля лигандов, англ. ligand field splitting) — зняття виродження атомних або молекулярних рівнів у молекулярних частинках певної симетрії, викликане приєднанням чи видаленням ліганда, що приводить до зменшення симетрії.